# 히가시코가네이역
히가시코가네이역(일본어: 東小金井駅, ひがしこがねいえき)은 일본 도쿄도 고가네이시에 있는 철도역이다. 동일본 여객철도의 주오 본선(주로 주오 쾌속선) 열차가 정차하는 역이다.

## 타는 곳
| 1 | ■주오 선（쾌속） | 신주쿠・도쿄방면 (입체화 공사 진행 중)           |
| 2 | ■주오 선（쾌속） | 다치카와・하치오지・다카오 ・하이지마・오메 방면 |

## 역세권 정보
- 아시아 대학교
- 호세이 대학교

## 역사
- 1964년 9월 10일 - 영업 개시.
- 2007년 7월 1일 - 하행 승강장 입체화.

## 사진

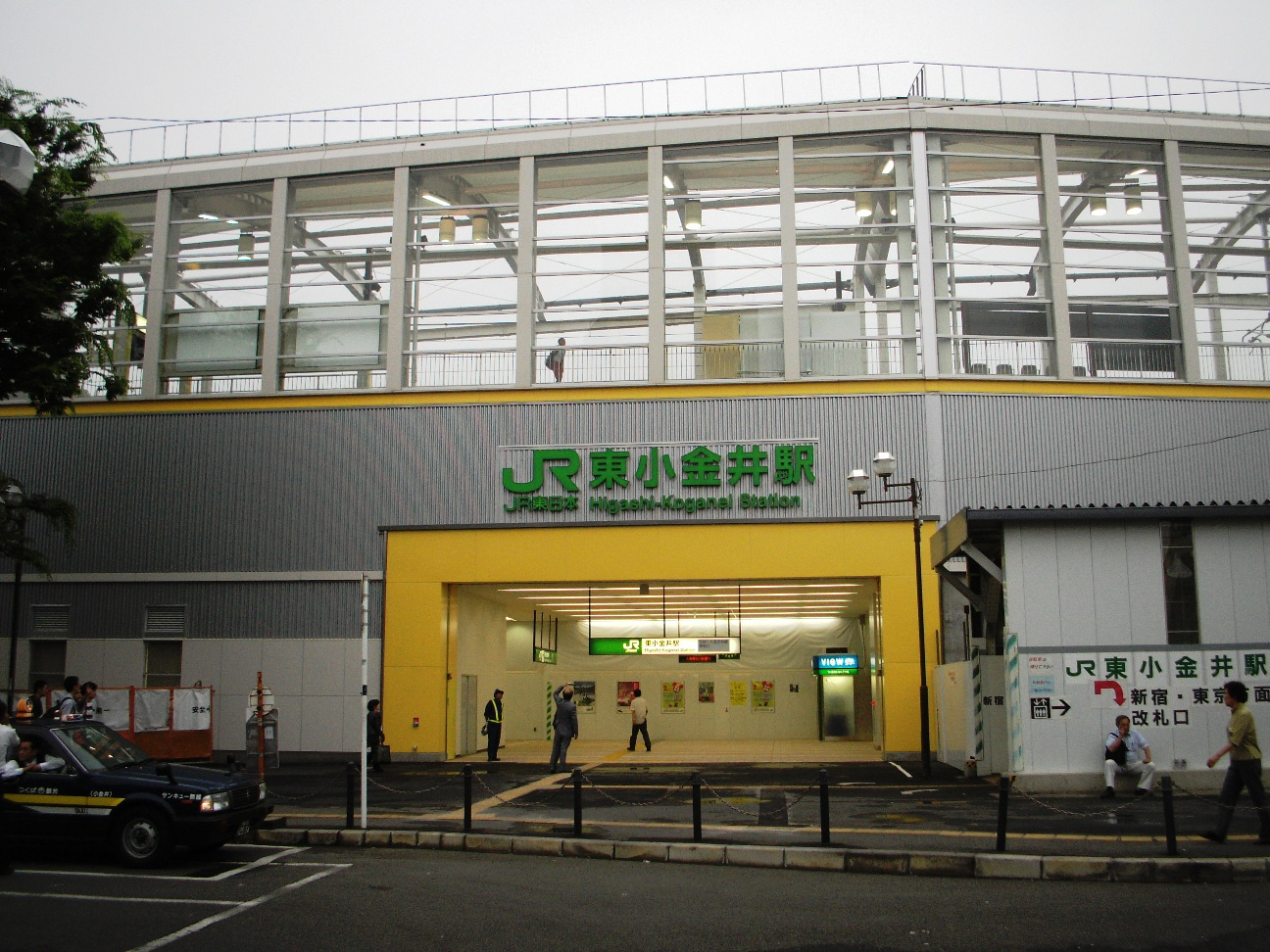
남쪽 출입구

## 인접역
| 동일본 여객철도 주오 본선    | 동일본 여객철도 주오 본선 | 동일본 여객철도 주오 본선        |
| ---------------------------- | ------------------------- | -------------------------------- |
| JC 13 무사시사카이 도쿄 방면 | 주오 쾌속선 쾌속          | JC 15 무사시코가네이 다카오 방면 |